# Орден Феникса (Гогенлоэ)
Орден Феникса (нем. Haus- und Ritterorden vom Phoenix) — государственная награда княжества Гогенлоэ, а после его медиатизации в 1806 году — династическая награда княжеского дома Гогенлоэ.

## История

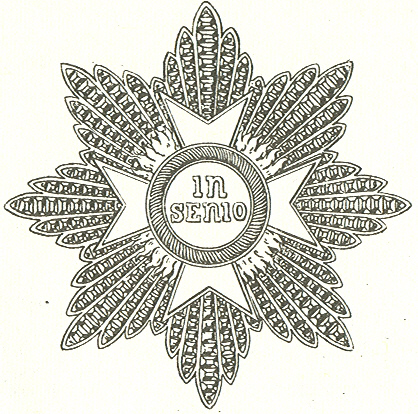
Звезда ордена

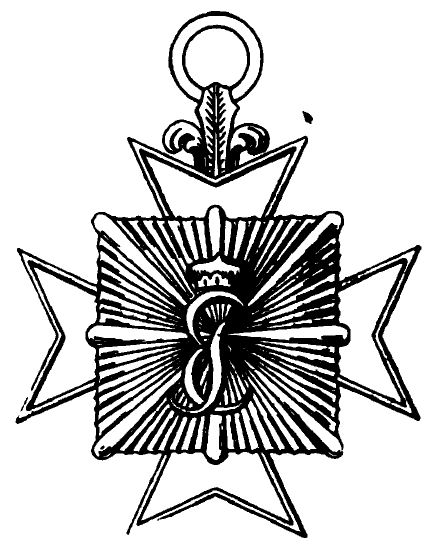
Реверс знака ордена

В 1757 году князь Филипп Эрнст Гогенлоэ-Вальденбург-Шиллингсфюрст в ознаменование своего 95-летия учредил Родовой орден Золотого пламени (нем. Hausorden von der Goldenen Flamme), в качестве «уз дружбы», объединяющих его детей и потомков, а также ближайших родственников.
В 1770 году сын Филиппа Эрнста князь Карл Альбрехт I обновил орден, добавив к нему 2-ю степень, под названием Кавалерский орден Феникса, которой могли награждаться подданные князя, доказавшие своё дворянство как минумум в 4-х коленах, а также иностранцы, также доказавшие своё дворянство.
В 1795 году князь Леопольд Гогенлоэ-Бартенштейн постановил: первая степень, под названием Родовой орден, могла вручаться членам княжеского дома Гогенлоэ, а также членам других имперских княжеских и графских домов. Вторая степень, под названием орден Феникса, предназначалась для награждения дворян, состоящих на службе у князя Гогенлоэ, а также дам. Позже название орден Феникса перешло и на первую степень ордена. После 1829 года вторая степень не выдавалась.
В 1806 году княжество Гогенлоэ было медиатизировано и включено в состав Вюртемберга. С разрешения короля Вюртемберга орден Феникса был сохранён в качестве династического ордена княжеского дома Гогенлоэ.

## Знаки ордена
Крест ордена — золотой мальтийский крест белой эмали. На каждом луче креста с лицевой стороны по 3 золотых языка пламени. В центре лицевой стороны креста золотой круглый медальон синей эмали с широким ободком красной эмали. В центре медальона серебряный феникс, над которым девиз ордена — IN SENIO (В старчестве). Крест наложен на золотую четырёхугольную звезду из разновеликих лучей, на оборотной стороне которой вензель князя Филиппа Эрнста (переплетённые литеры P и E под короной).
Звезда ордена — серебряная восьмиконечная. На центр звезды наложен золотой мальтийский крест белой эмали с золотыми языками пламени в углах. В центре креста золотой круглый медальон синей эмали с широким золотым ободком. В центре медальона девиз ордена в 2 строки — IN SENIO.
Лента ордена шёлковая муаровая, тёмно-красного цвета с 2 серебряными и золотой полосками по краям.